# Julio César Pinheiro
Julio César Pinheiro (Itapeva, 22 agosto 1976) è un ex calciatore brasiliano, di ruolo centrocampista.